# Келли, Оукли
Оукли Келли (англ. Oakley George Kelly; 1891—1966) — американский военный лётчик, участник первого беспосадочного трансконтинентального перелёта.

## Биография
Родился 3 декабря 1891 года в Greenwood Township, штат Пенсильвания; рос в городе Гроув-Сити.
В мае 1922 года лейтенанты Оукли Келли и Джон Макриди были награждены трофеем ВВС США Mackay Trophy за побитие мирового рекорда по выносливости в полёте, продержавшись в воздухе 36 часов 4 минуты 32 секунды.
2 мая 1923 года Келли и Макреди совершили полет на одномоторном военном самолёте «Fokker T2» на расстояние более 2625 миль (4225 км) от базы ВВС Митчел-Филд, штат Нью-Йорк, до базы Rockwell Field в Сан-Диего, штат Калифорния, пробыв в воздухе 26 часов, 50 минут и 38 секунд, установив тем самым рекорд трансконтинентального полета и получив Mackay Trophy 1923 года.
В период между 1924 и 1929 годами Келли был командиром 321-й наблюдательной эскадрильи (321st Observation Squadron) на аэродроме Пирсон-Филд в Ванкувере, Вашингтон.
Принимал участие во Второй мировой войне. С военной службы ушёл в звании полковника 31 марта 1948 года. Имел награды США.
Умер 5 июня 1966 года в Сан-Диего, Калифорния. Был похоронен на городском кладбище Fort Rosecrans National Cemetery.